# Vachonium cryptum
Vachonium cryptum es una especie de arácnido del orden Pseudoscorpionida de la familia Bochicidae.

## Distribución geográfica
Esta especie es endémica desde Yucatán hasta México. Se encuentra en  Mérida en la cueva Actún Xkyc.